# Cyril Radcliffe
Cyril John Radcliffe, 1º Visconde Radcliffe, GBE, PC, FBA (Llanychan, 30 de março de 1899 – Stratford-upon-Avon, 1 de abril de 1977) foi um advogado e Law Lord britânico mais conhecido por seu papel na Partição da Índia. Ele foi o primeiro reitor da Universidade de Warwick desde sua fundação em 1965 até 1977.

## Biografia
Radcliffe nasceu em Llanychan, Denbighshire, País de Gales, terceiro dos quatro filhos do Capitão Alfred Ernest Radcliffe, do Regimento Real de Lancashire, e Sybil Harriet, filha do advogado Robert Cunliffe, presidente da Ordem dos Advogados entre 1890 e 1891. 
Radcliffe foi educado no Haileybury College. Ele foi recrutado na Primeira Guerra Mundial, mas sua visão deficiente limitou as opções de serviço, então ele foi alocado no Corpo de Trabalho. Após a guerra, ele frequentou o New College, em Oxford, como acadêmico, e se formou pela primeira vez em literae humaniores em 1921. Em 1922, ele foi eleito para uma bolsa de estudos no All Souls College, em Oxford. Ele ganhou a Bolsa de Estudos de Direito Eldon em 1923. 
Ele foi admitido na Ordem dos Advogados pelo Inner Temple em 1924 e ingressou no escritório de Wilfred Greene, mais tarde Master of the Rolls. Ele atuou na Ordem dos Advogados da Chancelaria e foi nomeado Conselheiro do Rei em 1935. 
Durante a Segunda Guerra Mundial, Radcliffe se juntou ao Ministério da Informação, tornando-se seu Diretor-Geral em 1941, onde trabalhou em estreita colaboração com o Ministro Brendan Bracken. Em 1944, ele foi nomeado Cavaleiro Comandante da Ordem do Império Britânico (KBE). Ele retornou em 1945. 

## Comitês de Fronteiras da Índia
Radcliffe, um homem que nunca tinha estado a leste de Paris,  recebeu a presidência dos dois comitês de fronteiras criados com a aprovação da Lei da Independência da Índia. Radcliffe recebeu a tarefa de traçar as fronteiras para as novas nações do Paquistão e da Índia de uma forma que deixasse o maior número possível de siques e hindus na Índia e de muçulmanos no Paquistão. Foram-lhe dadas apenas 5 semanas para concluir o trabalho.  Radcliffe apresentou seu mapa de partição em 9 de agosto de 1947, que dividiu Punjab e Bengala quase pela metade. As novas fronteiras foram formalmente anunciadas em 17 de agosto de 1947 – três dias após a independência do Paquistão e dois dias após a Índia se tornar independente do Reino Unido. 
Os esforços de Radcliffe fizeram com que cerca de 14 milhões de pessoas — aproximadamente sete milhões de cada lado — fugissem pela fronteira quando descobriram que as novas fronteiras as deixavam no país "errado". Na violência que se seguiu à independência, as estimativas de perdas de vidas que acompanharam ou precederam a partição variam entre algumas centenas de milhares e dois milhões,  [a] e milhões mais ficaram feridos. Depois de ver o caos ocorrendo em ambos os lados da fronteira, Radcliffe recusou seu salário de 40.000 rupias (na época 3.000 libras). Ele foi feito Cavaleiro Grã-Cruz da Ordem do Império Britânico em 1948.

Falando sobre sua experiência como presidente dos comitês de fronteiras, ele disse mais tarde:
"Não tive alternativa, o tempo à minha disposição era tão curto que não consegui fazer um trabalho melhor. Dado o mesmo período, eu faria a mesma coisa. No entanto, se eu tivesse dois ou três anos, poderia ter melhorado o que fiz."
O poeta W. H. Auden referiu-se ao papel de Radcliffe na partição da Índia e do Paquistão no seu poema de 1966 "Partição". 

## Carreira posterior
Em 1949, Radcliffe foi nomeado Lord of Appeal in Ordinary, empossado pelo Conselho Privado do Reino Unido e criado um Law Lord como Barão Radcliffe, de Werneth, no Condado de Lancaster.  Excepcionalmente, ele nunca havia sido juiz. Nas décadas de 1940 e 1950, ele presidiu uma série de inquéritos públicos, além de suas funções legais, e continuou a ocupar vários cargos de curador, governador e presidente até sua morte. Ele presidiu o Comitê de Inquérito sobre o Futuro do British Film Institute (1948), cujas recomendações levaram à modernização do BFI no período pós-guerra.
A partir de 1957, ele foi presidente do Comitê Radcliffe, chamado para investigar o funcionamento do sistema monetário e de crédito. O comitê publicou um relatório conhecido como relatório Radcliffe, que sugeriu reformas sobre como a política monetária é executada. Ele também era um palestrante público frequente e escreveu vários livros: ele deu a BBC Reith Lecture em 1951 – uma série de sete transmissões intitulada Poder e o Estado, que examinou as características da sociedade democrática e considerou as noções problemáticas de poder e autoridade. Ele também apresentou Palestras Romanas na Universidade de Oxford em 1963 sobre Mountstuart Elphinstone. 
Em 1962, ele foi feito um par hereditário como Visconde Radcliffe, de Hampton Lucy, no Condado de Warwick. 

## Vida pessoal
Radcliffe casou-se com Antonia Mary Roby, filha de Godfrey Benson, 1º Barão Charnwood e ex-esposa de John Tennant, em 1939. Ele morreu em abril de 1977, aos 78 anos. Ele não teve descendência e o viscondado de Radcliffe foi extinto após sua morte. 
Em 2006, dois conjuntos de câmaras de barristers da Chancelaria em Lincoln's Inn fundiram-se e adoptaram o nome "Radcliffe Chambers". 